# Попов Микола Іванович (голова облвиконкому)
Микола Іванович Попов (нар. 24 листопада 1936, місто Ленінград, тепер Санкт-Петербург, Російська Федерація) — радянський державний діяч, 1-й секретар Виборзького міського комітету КПРС Ленінградської області, голова виконавчого комітету Ленінградської обласної ради народних депутатів. Кандидат у члени ЦК КПРС у 1986—1990 роках. Депутат Верховної Ради СРСР 11-го скликання.

## Життєпис
Закінчив Ленінградський будівельний технікум.
У 1956—1959 роках — у Радянській армії.
Член КПРС з 1959 року.
У 1959—1960 роках — будівельний майстер, голова місцевого комітету профспілки Приозерської дистанції колії Октябрської залізниці.
У 1960—1971 роках — на господарській, профспілковій і партійній роботі в Ленінградській області.
У 1971—1977 роках — 2-й секретар Виборзького міського комітету КПРС Ленінградської області.
У 1973 році закінчив заочно Ленінградський інженерно-будівельний інститут.
У 1977—1981 роках — 1-й секретар Виборзького міського комітету КПРС Ленінградської області.
У 1981—1983 роках — завідувач відділу, у 1983 році — секретар Ленінградського обласного комітету КПРС.
22 грудня 1983 — 5 серпня 1989 року — голова виконавчого комітету Ленінградської обласної ради народних депутатів.
У 1989—1990 роках — 1-й заступник голови Комітету народного контролю Російської РФСР.
З 1990 року — персональний пенсіонер союзного значення в місті Ленінграді (Санкт-Петербурзі).

## Нагороди і звання
- ордени
- медалі
- відзнака «За внесок у розвиток Ленінградської області»